# Yamil Caraballo
Yamil Caraballo (ur. 7 kwietnia 1969 r.) – kolumbijski bokser kategorii słomkowej.

## Kariera zawodowa
Jako zawodowiec zadebiutował 22 stycznia 1988 r., zwyciężając na punkty Remberto Muñoza. Caraballo zwyciężył również kolejne 7 pojedynków, zostając mistrzem Kolumbii i zdobywając pas WBA Fedelatin w wadze słomkowej.
30 sierpnia 1989 r. zmierzył się z Rafaelem Torresem, a stawką walki było mistrzostwo świata WBO w wadze słomkowej. W latach 1990–1992, Caraballo stoczył 5 pojedynków, z których wygrał tylko jeden. 15 sierpnia 1991 r. zmierzył się z Carlosem Murillo, ale przegrał przez techniczny nokaut w 2. rundzie. W 1994 r. zdobył mistrzostwo Kolumbii oraz pas WBC FECARBOX w wadze junior muszej. 10 grudnia 1994 r. zmierzył się z niepokonanym Meksykaninem Ricardo Lópezem, a stawką walki było mistrzostwo świata WBC w kategorii słomkowej. W 1. rundzie Kolumbijczyk znalazł się na deskach, nie zdołał się utrzymać na nogach i sędzia postanowił przerwać pojedynek. Ostatnią walkę stoczył 29 września 1995 r., zwyciężając Dunoya Peñę, w walce o mistrzostwo Kolumbii w wadze junior muszej.